# Павле Угринов
Павле Угринов (право име Василије Поповић; Мол, 15. април 1926 — Београд, 23. јун 2007) био је српски књижевник, драматург, редитељ и академик. 

## Биографија
Основну школу похађао је по разним местима у Војводини, а средњу је завршио у Петровграду, данашњем Зрењанину.
Економски факултет у Београду уписао је 1946. године. После две завршене године студија уписао се на тек основану Академију за позориште и филм у Београду, где је дипломирао 1952. године на одсеку за режију у класи проф. др Хуга Клајна, са представом "Витез чудеса" шпањолског аутора Лопеја да Веге . 
После студија једно време се бавио позоришном режијом и теоријом. Један је од оснивача камерне сцене Атеље 212 у Београду. Његовом поставком драме Чекајући Годоа Семјуела Бекета свечано је отворена сцена тог театра. Радио је и као уредник драмског и серијског програма Телевизије Београд.
У књижевни живот ступио је 1955. године поемом Бачка запевка, за коју је заједно са Александром Тишмом, добио Бранкову награду за поезију. Затим се потпуно посветио писању прозе и есејистике.
Објавио је 21 књигу, међу којима су романи: Одлазак у зору (1957), Врт (1967), Елементи (1968), Домаја (1971), Фасцинације (1976), Задат живот (1979), Царство земаљско (1982), Отац и син, Без љубави (1986), Топле педесете (1990); новела Исходиште (1963), прозна дела: Сензације (1970), Речник елемената (1972).
Написао је више сценских адаптација, телевизијских и радио драма, есеја, студија и критика.
Био је члан Главног одбора Стеријиног позорја, члан Савета ЈДП-a, члан Председништва Удружења књижевника Србије, члан Савета Музеја савремене уметности у Београду, члан Савета БИТЕФ-a и бројних других културних установа и манифестација. Био је председник савета Летописа Матице српске и стални члан – сарадник те установе. За редовног члана САНУ изабран је 29. маја 1991. године.
Преминуо је 23. јуна 2007. године у Београду у 82. години.

## Признања

### Одликовања
- Орден заслуга за народ са сребрним зрацима, 1976.
- Орден Републике са сребрним венцем, 1988.

### Награде
- Бранкова награда, за књигу песама Бачка запевка, 1955.
- НИН–ова награда, за роман Задат живот, 1980.
- Октобарска награда града Београда, за роман Царство земаљско, 1983.
- Нолитова награда, за роман Топле педесете, 1990.
- Награда „Карољ Сирмаи”, за књигу кратке прозе Кристализација, 1993.
- Андрићева награда, за књигу прича Николета, 1995.
- Просветина награда, за књигу мемоара Егзистенција, 1996.
- Награда Просветиног антиратног сајма књига, за књиге Утопија и Антиегзистенција, 1999.
- Награда „Тодор Манојловић”, за 2000.
- Награда „Борисав Станковић”, за роман Бесудни дани, 2002.
- Награда „Лаза Костић”, за књигу документарне прозе Старо сајмиште, 2005.

## Филмографија
| Год.  | Назив                | Улога \|- style="background: Lavender; text-align:center; " | 1960.-те | 1960.-те | 1960.-те | 1960.-те |
| 1960. | Острво мира ТВ филм  | /                                                           |          |          |          |          |
| 1962. | Коштана ТВ филм      | /                                                           |          |          |          |          |
| 1962. | Мандрагола ТВ филм   | /                                                           |          |          |          |          |
| 1969. | Недозвани ТВ филм    | /                                                           |          |          |          |          |
| 1969. | Преко мртвих ТВ филм | /                                                           |          |          |          |          |